# Rohan Ricketts
Rohan Anthony Ricketts (Clapham, 22 dicembre 1982) è un ex calciatore inglese, di ruolo centrocampista.

## Carriera
Ha cominciato nelle giovanili dell'Arsenal; con i londinesi ha collezionato un'unica presenza in prima squadra.
In seguito passa al Tottenham Hotspur: dopo un primo anno senza presenze in prima squadra, ha giocato regolarmente nella stagione 2003-2004. In seguito è andato in prestito a Coventry City e Wolverhampton Wanderers. In quest'ultima squadra passa a titolo definitivo nel 2005: in due anni colleziona 44 presenze.
In seguito cambia diverse squadre, abbandonando il campionato inglese: Toronto FC, Diósgyőri VTK, Dacia Chişinău, SV Wilhelmshaven.
Il 31 agosto 2011 passa allo Shamrock Rovers.
Successivamente all'esperienza all'Exeter City, si trasferisce in India al Dempo Sports Club e poi in Ecuador al Quevedo.

## Palmarès

### Club

#### Competizioni nazionali
- Campionato inglese: 1

Arsenal: 2001-2002
- Coppa d'Inghilterra: 1

Arsenal: 2001-2002
- Campionato irlandese: 1

Shamrock Rovers: 2011

#### Competizioni giovanili
- FA Youth Cup: 2

Arsenal: 1999-2000, 2000-2001

### Individuale
- Capocannoniere del Canadian Championship: 1

2008 (2 reti)